# Mokre oczy
Mokre oczy – trzynasty studyjny album Budki Suflera, wydany w 2002 roku na płycie CD i kasecie magnetofonowej. Album nie odniósł spodziewanego sukcesu, sprzedając się w 35 000 egzemplarzy. Mimo to 7 października 2002 roku album otrzymał status złotej płyty.

## Lista utworów
1. „Kiedy rozum śpi” (5:08) (muz. Romuald Lipko, sł. Andrzej Mogielnicki)
2. „Mokre oczy” (4:38) (muz. Romuald Lipko, sł. Andrzej Mogielnicki)
3. „Szaro-szary film” (4:25) (muz. Romuald Lipko, sł. Andrzej Mogielnicki)
4. „No i gra” (3:45) (muz. Romuald Lipko, sł. Andrzej Mogielnicki)
5. „Słowa i kamienie” (4:00) (muz. Romuald Lipko, sł. Andrzej Mogielnicki)
6. „Solo” (4:20) (muz. Romuald Lipko, sł. Andrzej Mogielnicki)
7. „Droga, którą biegnę” (3:49) (muz. Romuald Lipko, sł. Andrzej Mogielnicki)
8. „To jest mgnienie” (4:40) (muz. Romuald Lipko, sł. Tomasz Zeliszewski)
9. „Brak połączenia” (4:20) (muz. Romuald Lipko, sł. Andrzej Mogielnicki)
10. „Miejsce na miłość” (4:18) (muz. Romuald Lipko, sł. Andrzej Mogielnicki)
11. „Wszystko albo nic” (4:05) (muz. Romuald Lipko, sł. Andrzej Mogielnicki)
12. „Czas, który płynie w nas” (3:56) (muz. Romuald Lipko, sł. Andrzej Mogielnicki)

## Skład

### Podstawowy
- Krzysztof Cugowski (wokal)
- Mieczysław Jurecki (gitara basowa, gitara)
- Romuald Lipko (instrumenty klawiszowe)
- Marek Raduli (gitara)
- Tomasz Zeliszewski (perkusja)

### Wspierający
- Ewa Brachun (chórek)
- Aleksandra Chludek (chórek)
- Maciej Gładysz (gitara)
- Grzegorz Piotrowski (saksofon)
- Katarzyna Pysiak (chórek)

## Dodatkowe informacje
- Producent artystyczny: Romuald Lipko
- Producent dźwięku: Paweł Skura
- Aranżacja: Romuald Lipko, Mieczysław Jurecki
- Mastering: Paweł Skura
- Nagrań dokonano w Studio Hendrix w Lublinie w okresie styczeń - kwiecień 2002